# NGC 4755
NGC 4755 is een open sterrenhoop in het sterrenbeeld Zuiderkruis. Het hemelobject ligt ongeveer 7000 lichtjaar van de Aarde verwijderd en werd in 1751 ontdekt door de Franse astronoom Nicolas Louis de Lacaille. De sterrenhoop is ook bekend onder de namen Juwelendoos en Kappa-Crucis-sterrenhoop.

## Synoniemen
- OCL 892
- ESO 131-SC16
- C 1250-600
- Mel 114
- Cr 264
- Dun 301
- Lund 627
- GC 3275